# Козаче (Казахстан)
Коза́че (каз. Казачье) — село у складі Уланського району Східноказахстанської області Казахстану. Входить до складу Толеген-Тохтаровського сільського округу.
Населення — 335 осіб (2021; 359 у 2009, 346 у 1999, 365 у 1989).
Національний склад станом на 1989 рік:
- росіяни — 53 %
- німці — 26 %